# 湯郷温泉インターチェンジ
湯郷温泉インターチェンジ（ゆのごうおんせんインターチェンジ）は、岡山県美作市にある美作岡山道路のインターチェンジである。

## 道路
- 美作岡山道路

## 接続する道路
- 美作市道位田金原線[1]
  - 東南東に進むと岡山県道362号位田飯岡線に接続し、さらに直進すると美作市道畑沖位田線に入り、国道374号に接続する。

（しかし、英田ICまで直通しても、湯郷温泉ICから岡山方面は入れない。また岡山方面からは、湯郷温泉ICでは降りれない。

## 歴史
- 2012年3月20日 : 勝央IC-当IC間開通に伴い供用開始。

## 周辺
- 湯郷温泉
- ENEOS 湯郷SS

## 隣
美作岡山道路
勝央IC - 湯郷温泉IC - 英田IC（調査区間）